# 비뉴턴 유체

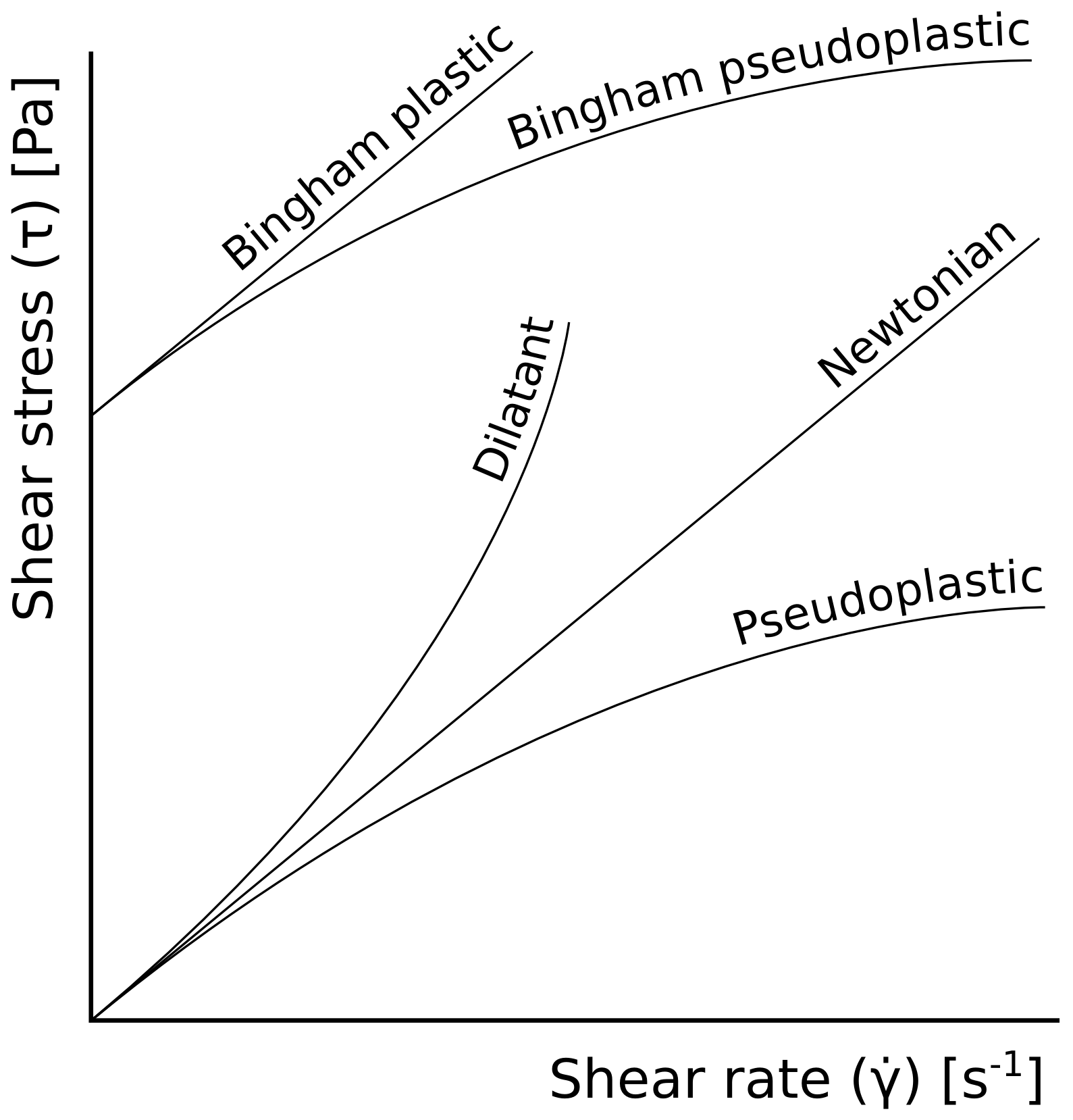

비뉴턴 유체(non-Newtonian fluid)는 뉴턴의 점성법칙, 응력과 무관한 즉 일정한 점도를 따르지 않는 유체이다. 비뉴턴 유체에서 점도는 힘이 가해지는 정도에 의해 더 액체 또는 더 고체로 변할 수 있다. 예를 들어 토마토 케첩은 흔들릴 때 더 잘 움직이며 비뉴턴 유체이다. 많은 소금 용액과 용융된 폴리머 그리고 녹아내린 초콜릿 등은 꿀, 치약, 전분 현탁액, 페인트, 혈액 및 샴푸와 같이 흔히 발견되는 물질과 마찬가지로 비뉴턴성 액체이다.
이러한 의미에서 비뉴턴 유체(Non-Newtonian fluid)는 전단 응력이 변형률에 직접적으로 비례하지 않는 유체이다.
많은 일반적인 유체가 비뉴턴 유체가 움직이는 것과 같은 성질을 보인다.
비뉴턴 유체는 유체의 유동이 시간이라는 변수에 대해서 시간독립적(time-independent behavior)인 시간독립성 유체와 시간의존적(time-dependent behavior)인 시간의존성 점도로 분류할 수 있다.
비뉴턴 유체는 점성도가 시간의 영향을 받지 않는 유사소성, 소성, 팽창성 유동이 있고, 시간의 영향을 받는 요변성, 유변성 유동이 있다.

## 비뉴턴적 행동의 유형

### 층밀림 두꺼워지기 유체
층밀림 두꺼워지기

### 층밀림 얇아지기 유체
층밀림 얇아지기

### 빙엄 플라스틱
빙엄 플라스틱

### 유변성 또는 항-요변성
유변성
요변성

## 예시

### 우블렉

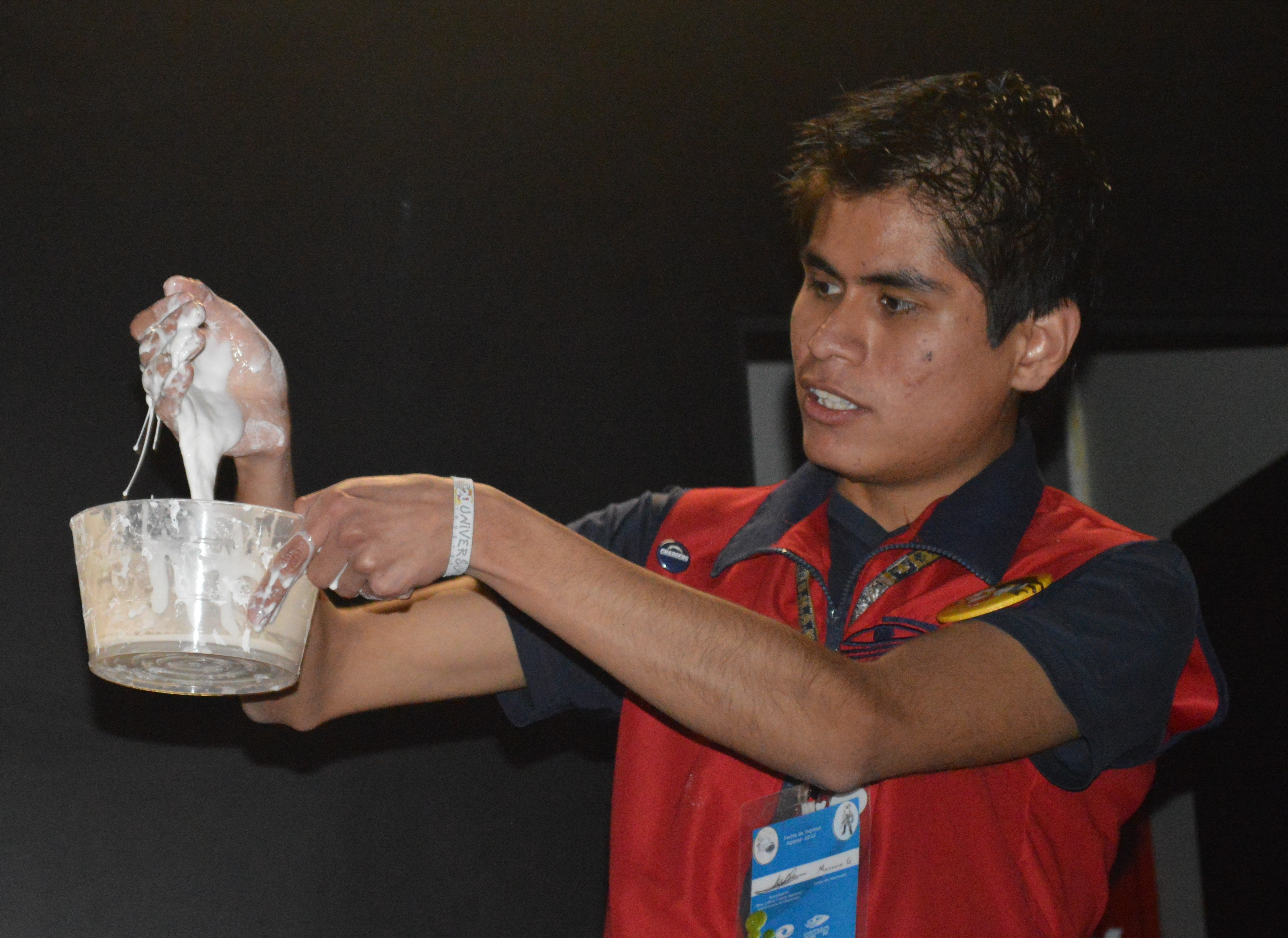
멕시코 시티 우니베르숨에서 비뉴턴 유체 시연

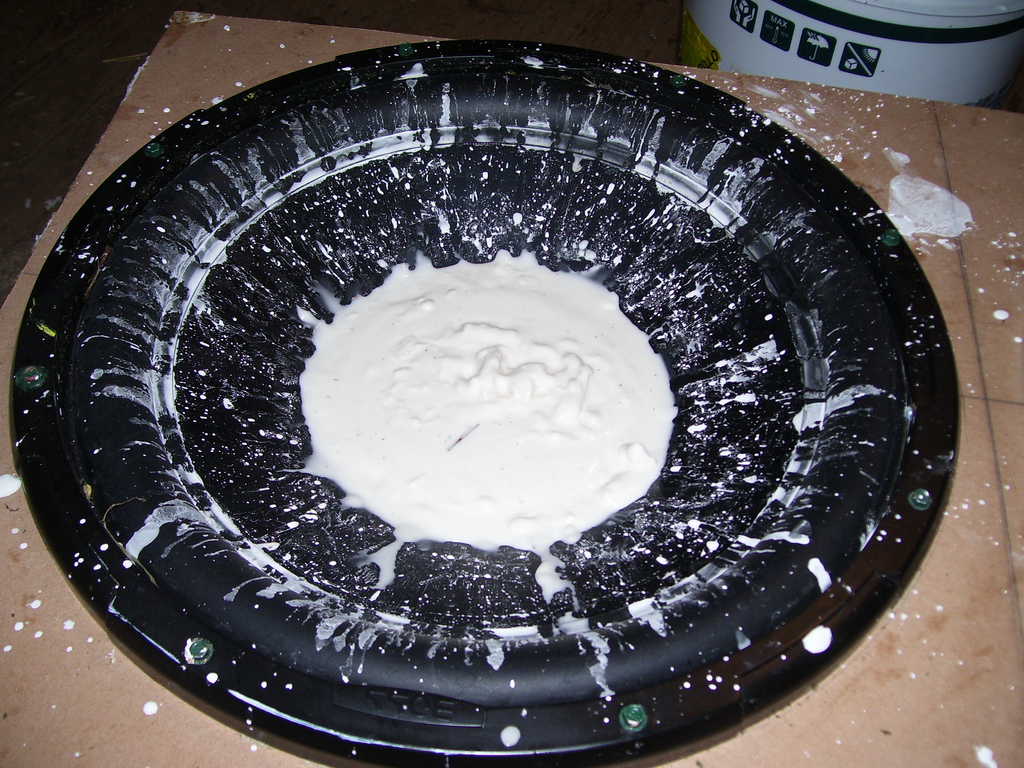
서브우퍼의 우블렉. 이 경우 음파에 의해 우블렉에 힘을 가하면 비뉴턴 유체가 두꺼워진다.

비뉴턴 유체의 저렴하고 무독성인 예는 물에 전분(예: 옥수수 전분/옥수수 가루)을 현탁시킨 것으로, 때로는 "우블렉", "나무 수액" 또는 "마법의 진흙"이라고도 한다(물 1대 옥수수 전분 1.5에서 2). "oobleck"이라는 이름은 닥터 수스의 책 바르톨로뮤와 우블렉(Bartholomew and the Oobleck)에서 유래되었다.
팽창성 특성으로 인해 우블렉은 특이한 동작을 나타내는 시연에 자주 사용된다. 각 단계에서 두꺼워짐을 유발할 만큼 충분한 힘을 제공할 수 있을 만큼 빠르게 움직이는 사람은 층밀림 두꺼워짐 특성으로 인해 가라앉지 않고 큰 우블렉 통 위를 걸을 수 있다. 또한 충분히 높은 볼륨으로 구동되는 대형 서브우퍼에 우블렉을 놓으면 스피커에서 나오는 저주파 음파에 반응하여 두꺼워지고 정지파를 형성하게 된다. 사람이 우블렉을 주먹으로 치거나 치면 두꺼워지고 고체처럼 작용할 것이다. 타격 후 우블렉은 다시 얇은 액체 상태로 돌아간다.

### 플루버(슬라임)
플러버 (물질)

### 어리석은 퍼티
실리퍼티

### 흐르는 모래
유사 (모래)

## 멱법칙 유체
시간 독립성 유체의 경우, 멱법칙 모델(power law model)에 의한 1차원 유동은
{\displaystyle \tau _{xy}=k\left({{du} \over {dy}}\right)^{n}}
n:유동거동지수(behavior index, 일관성 지수), 무차원
k:점조도지수(consistency index, 멱법칙 지수)(N․sⁿ/m²)
{\displaystyle n=1}이고 {\displaystyle k=\mu }이면, 뉴턴의 점성 법칙과 동일하게 됨을 예상할 수 있다.
따라서 {\displaystyle n\neq 1}에서 뉴턴 유체 범주에서 벗어날 수 있으므로 n값은 비뉴턴 유체의 성질과 상대적으로 밀접한 관계를 보여준다.

## 오스트발트-드 웰 관계식
멱법칙 유체인 오스트발트-드 웰 관계식으로 뉴턴 유체를 확장하여 표현하면 아래와 같다.
{\displaystyle \eta =\mu \left\vert {\lambda {\dot {\gamma }}}\right\vert ^{n-1}}
{\displaystyle \eta }는 점성도
{\displaystyle \mu }는 유체의 점성계수
{\displaystyle \lambda ={{\mu } \over {\tau }}}
{\displaystyle \gamma ={{du} \over {dy}}}

## 허쉘-버클리 유체
{\displaystyle \tau _{xy}=\tau _{0}+k\left({{du} \over {dy}}\right)^{n}}
위의 허쉘-버클리(Herschel-Buckley) 비뉴턴 유체는 다음과 같은 점도 표현식으로 나타낼 수 있다.
{\displaystyle \mu =\mu _{0}+k\left({{dV} \over {dx}}\right)^{n-1}}

## 리-아이링 이론
한편 이러한 비뉴턴 유동현상을 다루는 리-아이링 이론은 유체에 대한 비뉴턴 유동 현상으로부터 어떠한 유체도 구성 입자가 있는다는 사실에서 양자역학의 개념을 적용한 이론으로 볼 수 있다. 이러한 의미에서라면 유체뿐만 아니라 고체까지도 결국에는 변화에서 자유롭지 않기에 '모든 물체는 변한다'는 포괄적인 개념을 얻을 수 있다.

## 같이 보기
- 뉴턴 유체
- 유변학
- 빙엄 플라스틱
- 시간의존성 점도
- 일반화된 뉴턴 유체